# Хотячівська волость
Хотячівська волость — адміністративно-територіальна одиниця Володимир-Волинського повіту Волинської губернії Російської імперії та Української держави. Волосний центр — село Хотячів. 
Наприкінці ХІХ ст. до волості було приєднано територію та поселення ліквідованої Поромівської волості, натомість поселення Пузів та Устилуг відійшли до Коритницької волості.
Станом на 1885 рік складалася з 14 поселень, 11 сільських громад. Населення — 5284 осіб (2607 чоловічої статі та 2677 — жіночої), 492 дворових господарства.
|                     | Площа, десятин | У тому числі орної, дес. |
| ------------------- | -------------- | ------------------------ |
| Сільських громад    | 4299           | 3077                     |
| Приватної власності | 6911           | 1639                     |
| Казенної власності  | 3744           | —                        |
| Іншої власності     | 154            | 106                      |
| Загалом             | 15108          | 4822                     |

Основні поселення волості:
- Хотячів — колишнє власницьке село при річці Студенці за 11 верст від повітового міста, волосне правління, 439 осіб, 66 дворів, 2 православні церкви, постоялий будинок, вітряк.
- Ізов — колишнє власницьке село при річці Буг, 365 осіб, 64 двори, православна церква, постоялий будинок.
- Пузів — колишнє власницьке село, 370 осіб, 41 двір, православна церква.
- Устилуг — колишнє власницьке містечко при річці Буг, 204 особи, 23 двори, 2 православні церкви, костел, синагога, 8 єврейських молитовних будинків, лікарня, притулок, 130 лавок, маслобійний завод.

## Під владою Польщі
18 березня 1921 року Західна Волинь окупована Польщею. Волості було перетворено на ґміни, відповідно, адміністративна одиниця отримала назву ґміна Хотячув. Волость входила до Володимирського повіту Волинського воєводства. Межі та склад колишньої волості зберігся, що й за Російської імперії та Української держави.
Польською окупаційною владою на території ґміни інтенсивно велася державна програма будівництва польських колоній і заселення поляками. На 1936 рік ґміна складалася з 36 громад:
1. Амбуків — село: Амбуків;
2. Бортнів — село: Бортнів та фільварок: Бортнів;
3. Березина — колонії: Березина і Куповатець;
4. Бужанка — село: Бужанка;
5. Хотячів — село: Хотячів;
6. Хрипаличі — село: Хрипаличі;
7. Цунів — село: Цунів;
8. Чорників — село: Чорників;
9. Дорогинички — село: Дорогинички;
10. Дігтів — село: Дігтів;
11. Фундум — військове селище: Фундум та колонія: Вікторів;
12. Ізов — село: Ізов;
13. Іванів — село: Іванів;
14. Юзефин — колонії: Юзефин і Біскупські Гори;
15. Ласків — село: Ласків;
16. Лудин — село: Лудин;
17. Михалє — села: Михалє і Лежниця;
18. Микуличі — село: Микуличі;
19. Млинище — село: Млинище;
20. Новоіванка — колонія: Новоіванка;
21. Новосілки — село: Новосілки та фільварок: Новосілки;
22. Орання — село: Орання та фільварок: Орання;
23. Орличин — військове селище: Орличин;
24. Острів — село: Острів;
25. П'ятидні — село: П'ятидні, колонії: Лука і Пивник, військове селище: Корчунок та фільварок: П'ятидні;
26. Поромів — село: Поромів;
27. Рогожани — село: Рогожани;
28. Рокитниця — село: Рокитниця;
29. Русів — село: Русів;
30. Смолова — колонія: Смолова;
31. Суходоли — село: Суходоли та фільварок: Суходоли;
32. Верхів — село: Верхів;
33. Вовчок — військове селище: Вовчок;
34. Вощатин — село: Вощатин;
35. Вигнанка — село: Вигнанка;
36. Желинів — село: Желинів.

Після радянської анексії західноукраїнських земель ґміна ліквідована у зв'язку з утворенням Устилузького району.